# The Singles (Basement Jaxx)
The Singles è un album discografico di raccolta del gruppo musicale di musica elettronica inglese Basement Jaxx, pubblicato nel 2005.

## Tracce
Edizione Standard
1. Red Alert (feat. Blue James) – 3:37
2. Good Luck (feat. Lisa Kekaula) – 3:32
3. Romeo (feat. Kele Le Roc) – 3:26
4. Oh My Gosh (feat. Vula Malinga) – 3:57
5. Bingo Bango – 3:48
6. Where's Your Head At? – 4:00
7. Rendez-Vu – 3:45
8. Jump n' Shout (feat. Slarta John) – 3:39
9. Lucky Star (feat. Dizzee Rascal) – 3:54
10. Plug It In (feat. JC Chasez) – 3:20
11. U Don't Know Me (feat. Lisa Kekaula) – 3:36
12. Do Your Thing (feat. Elliot May) – 4:20
13. Jus 1 Kiss – 3:37
14. Fly Life – 4:04
15. Samba Magic – 4:50

CD Bonus edizione speciale
1. Magnificent Romeo – 4:28
2. I Beg U – 3:42
3. Mere Pass – 4:29
4. Miracles Keep on Playin' (Red Alert Remix) – 4:34
5. Bongoloid – 4:22
6. Good Luck (Live) – 4:53
7. Rendez-Vu (Latin Version) – 4:07
8. Broken Dreams (Acoustic) – 2:42
9. Ha Choo – 2:35
10. Onyx – 4:10
11. I Live in Camberwell – 3:38
12. Camberskank – 5:43
13. Jus 1 Kiss (The Isley Bootleg) – 5:02
14. Romeo (Acoustic) – 3:35

## Formazione
- Felix Buxton - voce, produzione
- Simon Ratcliffe - strumenti vari, produzione